# Eneko Echeverz
Echeverz  Carte est un nom espagnol. Le premier nom de famille, en général paternel, est Echeverz ; le second, en général maternel, souvent omis, est Carte.
Eneko Echeverz Carte, né le 29 juin 1987 à Villava en Navarre, est un coureur cycliste espagnol.

## Biographie
En 2008, Eneko Echeverz se distingue en obtenant une victoire : la Prueba Loinaz, et diverses places d'honneur, sous les couleurs de Naturgas Energía. Il suit ensuite le cursus classique de la Fondation Euskadi en passant professionnel en 2009 dans l'équipe continentale Orbea, après y avoir été stagiaire. Il n'est cependant pas conservé par ses dirigeants en fin d'année
Il rejoint l'équipe amateur de Caja Rural en 2010. Au mois de mai, il devient champion de Navarre du contre-la-montre parmi les élites.

## Palmarès
- 2008
  - Prueba Loinaz
  - 3e de la Subida a Gorla
  - 3e du Mémorial José Ciordia
  - 3e de la Lazkaoko Proba
- 2010
  - Champion de Navarre du contre-la-montre
  - 3e du championnat de Navarre sur route